# 트랑킬로 파파
《트랑킬로 파파》(스페인어: Tranquilo papá)는 2017년 방영된 칠레의 텔레노벨라이다.